# Hemispingus goeringi
Hemispingus goeringi е вид птица от семейство Тангарови (Thraupidae). Видът е световно застрашен, със статут Уязвим.

## Разпространение
Видът е разпространен във Венецуела.